# Flaach
Flaach is een gemeente en plaats in het Zwitserse kanton Zürich, en maakt deel uit van het district Andelfingen.
Flaach telt 1196 inwoners.